# Steven van der Sloot
Steven Ako van der Sloot (Limbe, Camerún, 6 de julio de 2002) es un futbolista neerlandés que juega como defensa en el ADO Den Haag de la Eerste Divisie.

## Selección nacional
Nació en Camerún de padre neerlandés y madre camerunesa, y tiene doble ciudadanía. Es internacional juvenil con Países Bajos.

## Estadísticas

### Clubes
Actualizado al último partido disputado el 16 de abril de 2022.
| Club                     | Div.          | Temporada     | Liga  | Liga  | Copas nacionales | Copas nacionales | Copas internacionales | Copas internacionales | Total | Total |
| Club                     | Div.          | Temporada     | Part. | Goles | Part.            | Goles            | Part.                 | Goles                 | Part. | Goles |
| ------------------------ | ------------- | ------------- | ----- | ----- | ---------------- | ---------------- | --------------------- | --------------------- | ----- | ----- |
| Jong Ajax · Países Bajos | 2.ª           | 2020-21       | 3     | 0     | —                | —                | —                     | —                     | 3     | 0     |
| Jong Ajax · Países Bajos | 2.ª           | 2021-22       | 10    | 0     | —                | —                | —                     | —                     | 10    | 0     |
| Jong Ajax · Países Bajos | Total club    | Total club    | 13    | 0     | 0                | 0                | 0                     | 0                     | 13    | 0     |
| Total carrera            | Total carrera | Total carrera | 13    | 0     | 0                | 0                | 0                     | 0                     | 13    | 0     |

## Palmarés

### Títulos internacionales
| Título                                 | Equipo              | País    | Año  |
| -------------------------------------- | ------------------- | ------- | ---- |
| Campeonato de Europa Sub-17 de la UEFA | Países Bajos sub-17 | Irlanda | 2019 |